# Insulină NPH
Insulina NPH sau insulina umană izofan (cu denumirea comercială Insulatard) este o insulină umană cu durată de acțiune intermediară, fiind utilizată în tratamentul diabetului zaharat. Calea de administrare disponibilă este strict cea subcutanată. Denumirea NPH provine din engleză, Neutral Protamine Hagedorn însemnând protamină neutră Hagedorn.
Se află pe lista medicamentelor esențiale ale Organizației Mondiale a Sănătății.

## Utilizări medicale
Insulina umană izofan este utilizată în tratamentul diabetului zaharat de tip 1, diabetului zaharat de tip 2 (non-insulino-dependent) sau a diabetului gestațional, în tratament de lungă durată.

## Reacții adverse
Toate insulinele și analogii de insulină injectabilă pot produce hipoglicemie și reacții la locul injectării (durere, edeme, lipodistrofie).